# 卧牛石乡
卧牛石乡，是中华人民共和国辽宁省沈阳市法库县下辖的一个乡镇级行政单位。

## 行政区划
卧牛石乡下辖以下地区：
卧牛石村、孙家屯村、陈家窝堡村、大屯村、刘丙堡村、麻子泡村、侯家窝堡村、尖山子村、邢家屯村、苇子沟村和哈户硕村。